# Anthony W. Diamond
Anthony William „Tony“ Diamond (* 5. September 1944 in Kalkutta, Indien) ist ein britisch-kanadischer Ökologe, Ornithologe und Naturschützer mit Forschungserfahrung in Amerika, Afrika und Europa.

## Leben
Diamond ist der Sohn von William Howard Peter und Dorothy Gladys Diamond. Nach dem Abschluss der Bristol Grammar School im Jahr 1962 absolvierte er das Queens’ College in Cambridge, wo er 1966 den Bachelor of Arts erlangte. 1963 war er Assistenzwärter und Beringer auf der Vogelwarte Skokholm in Wales. Von 1967 bis 1968 war er Expeditionsmitglied der Royal Society of London zum Aldabra-Atoll im Indischen Ozean. 1968 graduierte an der University of Aberdeen zum Master of Science. 1971 wurde er an derselben Universität mit der Dissertation The ecology of seabirds breeding at Aldabra Atoll, Indian Ocean. zum Ph.D. promoviert. Von 1970 bis 1971 war er als Wissenschaftlicher Assistent von David Lack auf Jamaika tätig. Daneben arbeitete er bis 1973 an der University of Oxford. Von 1973 bis 1975 war er wissenschaftlicher Verwalter in der vom International Council for Bird Preservation (ICBP) geleiteten Forschungsstation auf der strenggeschützen Seychelleninsel Cousin. 1975 machte er eine Expedition auf die Cayman Islands. Von 1976 bis 1980 lehrte er Ökologie an der University of Nairobi. Von 1982 bis 1983 war er Berater der Ernährungs- und Landwirtschaftsorganisation der Vereinten Nationen auf Trinidad und Tobago. Von 1983 bis 1987 war er wissenschaftlicher Berater des Canadian Wildlife Service in Ottawa. 1987 gehörte er zu den Initiatoren der ICBP-Aktion Save the Birds, die in Deutschland unter anderem von Rudolf L. Schreiber, Horst Stern und Gerhard Thielcke unterstützt und im Buch Save the Birds (deutsch: Rettet die Vogelwelt) dokumentiert wurde. Von 1987 bis 1988 koordinierte er das Programm für den Ferntransport von Luftschadstoffen im Auftrag des Canadian Wildlife Service und des National Wildlife Research Centre in Ottawa. Von 1988 bis 1991 war er Leiter der Vogelzugstudien und Einsatzleiter im Canadian Wildlife Service Prairie and Northern Wildlife Research Centre Saskatoon, Saskatchewan. Von 1989 bis 1994 lehrte er als Privatdozent an der biologischen Abteilung der University of Saskatchewan in Saskatoon. Von 1996 bis 2002 gehörte er dem Vorstand des Nature Trust of New Brunswick und dem Nationalrat für Vogelstudien in Kanada an. Von 1998 bis 1999 war er Präsident der Society of Canadian Ornithologists. Seit 1990 ist er gewähltes Mitglied der American Ornithologists’ Union. Von 2002 bis 2004 war er Ratsmitglied der Waterbirds Society. Neben Save the Birds (1987) war Diamond Co-Autor der Werke The Birds of East Africa: Their Habitat, Status and Distribution (1980), Conservation of Tropical Forest Birds (1985), Studies of Mascarene Island Birds (1987), The Value of Birds (1987), Biology and Conservation of Forest Birds (1999) und Canadian Atlas of Bird Banding (2000).